# HD 208487 b
HD 208487 b是一個距離地球約144光年的系外行星，位於天鶴座，母恆星是 HD 208487。 

## 概要
HD 208487 b 的質量下限接近木星質量的一半，因此它可能是類木行星。該行星以近距離橢圓形軌道環繞母恆星，公轉週期130日。HD 208487 b 是在2004年9月16日由克里斯·庭納、保羅·巴特勒、傑佛瑞·馬西等人以都卜勒光譜學量測恆星的徑向速度變化而發現。

## 外部連結
- . Exoplanets.   [2008-08-29]. （原始内容存档于2008-05-19）.